# Приседько Владислав Леонідович
Приседько Владислав Леонідович (*24 липня 1947 року)  — відомий український картограф, кандидат географічних наук, старший науковий співробітник, доцент Київського національного університету імені Тараса Шевченка.

## Біографія
Народився 24 липня 1947 року в селі Ярославка Бобровицького району Чернігівської області. Закінчив 1970 року кафедру геодезії та картографії географічного факультету Київського університету. В університеті працював у 1970–1977 роках інженером, молодшим науковим співробітником, начальником палеогеографічної експедиції науково-дослідницької служби кафедри геодезії та картографії. Кандидатська дисертація «Картографическое обеспечение развития минерально-сырьевой базы агрохимического сырья для производства минеральных удобрений» під науковим керівництвом професорів А. С. Харченко, Мороза С. А. захищена у 1983 році. У 1977–1987 роках працював молодшим науковим співробітником, науковим співробітником Ради з вивчення продуктивних сил України НАН України. У 1987–1999 роках працював в Інституті геологічних наук НАН України завідувачем картографічного бюро, старшим науковим співробітником. З 1999 року доцент кафедри геодезії та картографії. Читає курси: «Картознавство», «Тематичні карти», «Картографія», «Атласна картографія». Викладав курс лекцій в Інституті бізнесу та технологій. У 1991 році присуджено звання старшого наукового співробітника.

## Наукові праці
Сфера наукових досліджень: питання атласного і тематичного картографування. Брав участь у підготовці до видання Атласу природних умов та ресурсів України. Займався складанням фундаментальних картографічних творів:
1. Атлас літолого-фаціальних та палеогеографічних карт України (160 карт);
2. Атлас геолого-геофізичних карт шельфу Гвінейської Республіки (67 карт);
3. Комплекс геолого-економічних карт України (120 карт).

Автор понад 100 наукових праць, 2 монографій у співавторстві, 3 навчальних посібників. Публікувався в Іспанії, Австрії, Нідерландах, Швеції, США, країнах СНД. Основні праці:
1. (рос.) Картографическое обеспечение комплексных социально-экономических программ развития регионов страны. — М., 1979.
2. (рос.) Геологическая картография: исторические и методологические аспекты. — К., 1991.
3. (рос.) Комплекс карт геолого-экономической оценки минерально-сырьевой базы черной и цветной металлургии, горнорудной, горнохимической промышленности, промышленности строительных материалов Украины (1983 — 1992).
4. (рос.) Практикум з картографії та галузевого картографування. К., 2004, 2011, 2013.